# Иван Георгиев (журналист)
Иван Георгиев е български журналист и репортер, водещ на bTV Новините заедно с Лиляна Боянова.

## Биография и дейност
Иван Георгиев е роден в Благоевград на 6 юли 1983 г. Средното си образование завършва в Езикова гимназия „Академик Людмил Стоянов“ с профил немски и английски език през 2002 година. Завършва Софийския университет „Св. Климент Охридски“, специалност „Журналистика“ през 2007 година.
През 2006 г. става част от екипа на bTV. През 2012 г. е избран за „Fellow“ на Световния прес-институт в САЩ. През февруари 2014 става водещ на късната емисия на bTV Новините, а по-късно заедно с Лиляна Боянова, стават водещи на съботно-неделните новини на bTV.
Като водещ и репортер в новините на bTV Иван Георгиев е отразявал някои от водещите световни и регионални събития през последните години – от политическите, социални и етнически конфликти в Македония, Турция, Румъния и Косово, през терористичните атаки в Париж и последиците от унищожителното земетресение в Непал през 2015 г., референдумът за излизане на Великобритания от ЕС и президентските избори в САЩ през 2016 г., до референдумът за независимост на Иракски Кюрдистан през есента на 2017 г.

## Значими журналистически разработки
- Журналистическите разследвания „Гласове от Пирин“ (2011)
- „МЪкедония“ (2012)
- „Революцията „Таксим“ (2013)
- Две серии от поредицата „бТВ Документите“ – „Македония – последният проект на Коминтерна“ (2014)
- „Непал“ (2015)
- „Непознатите Косово и Македония“ (2015)
- „Новото лице на Америка“ (2016)
- „Черни приказки“ (2016)
- „Антични драми“ (2017)
- Поредицата „Турция – в залеза на демокрацията“ (2017)
- „Хората на Кюрдистан“ (2017)[2]

## Награди
- 2011 г. Репортер на годината в bTV
- 2012 г. Голямата награда за разследваща журналистика на фондация „Радостина Константинова“ за поредица от разследвания, разобличаваща схеми за манипулиране на изборния процес, излъчени в bTV Репортерите World Press Institute Fellow (2012)[3]
- 2015 г. Номинация за дебют в документалното кино от Българската филмова академия за „Македония – последният проект на Коминтерна“[4]